# 奥布松维尔
奥布松维尔（法語：Obsonville，法語發音：[ɔpsɔ̃vil] ⓘ）是法国塞纳-马恩省的一个市镇，属于枫丹白露区。

## 地理
奥布松维尔（48°13'3"N, 2°33'39"E）面积7.08 平方千米，位于法国法蘭西島大區塞纳-马恩省，该省份为法国北部内陆省份，北起瓦兹省，西接埃松省、马恩河谷省、塞纳-圣但尼省和瓦兹河谷省，南至卢瓦雷省，东南接约讷省，东临马恩省和奥布省，东北接埃纳省。
与奥布松维尔接壤的市镇（或旧市镇、城区）包括：欧费维尔、比尔西、加朗特勒维尔、伊希。

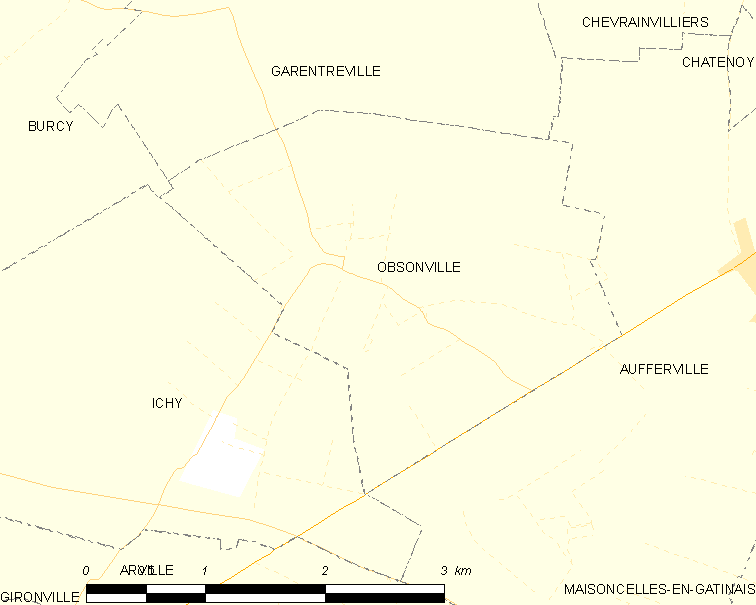
奥布松维尔的OSM定位图

奥布松维尔的时区为UTC+01:00、UTC+02:00（夏令时）。

## 行政
奥布松维尔的邮政编码为77890，INSEE市镇编码为77342。

## 政治
奥布松维尔所属的省级选区为讷穆尔县。

## 人口

1962-2008年间奥布松维尔人口变化图示

奥布松维尔于2022年1月1日时的人口数量为120人。